# Illa des Porros
|  | No s'ha de confondre amb illot des Porros. |

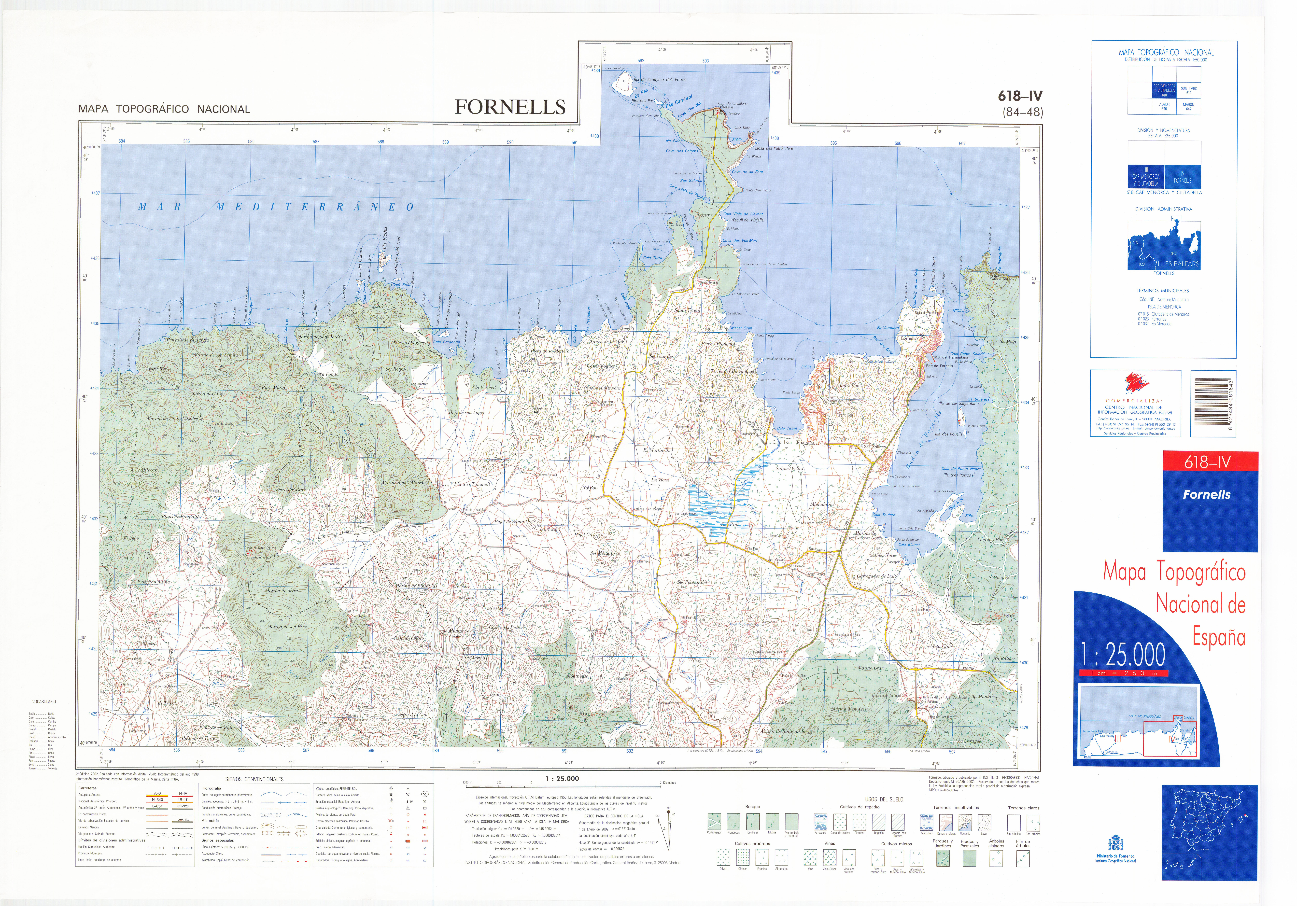

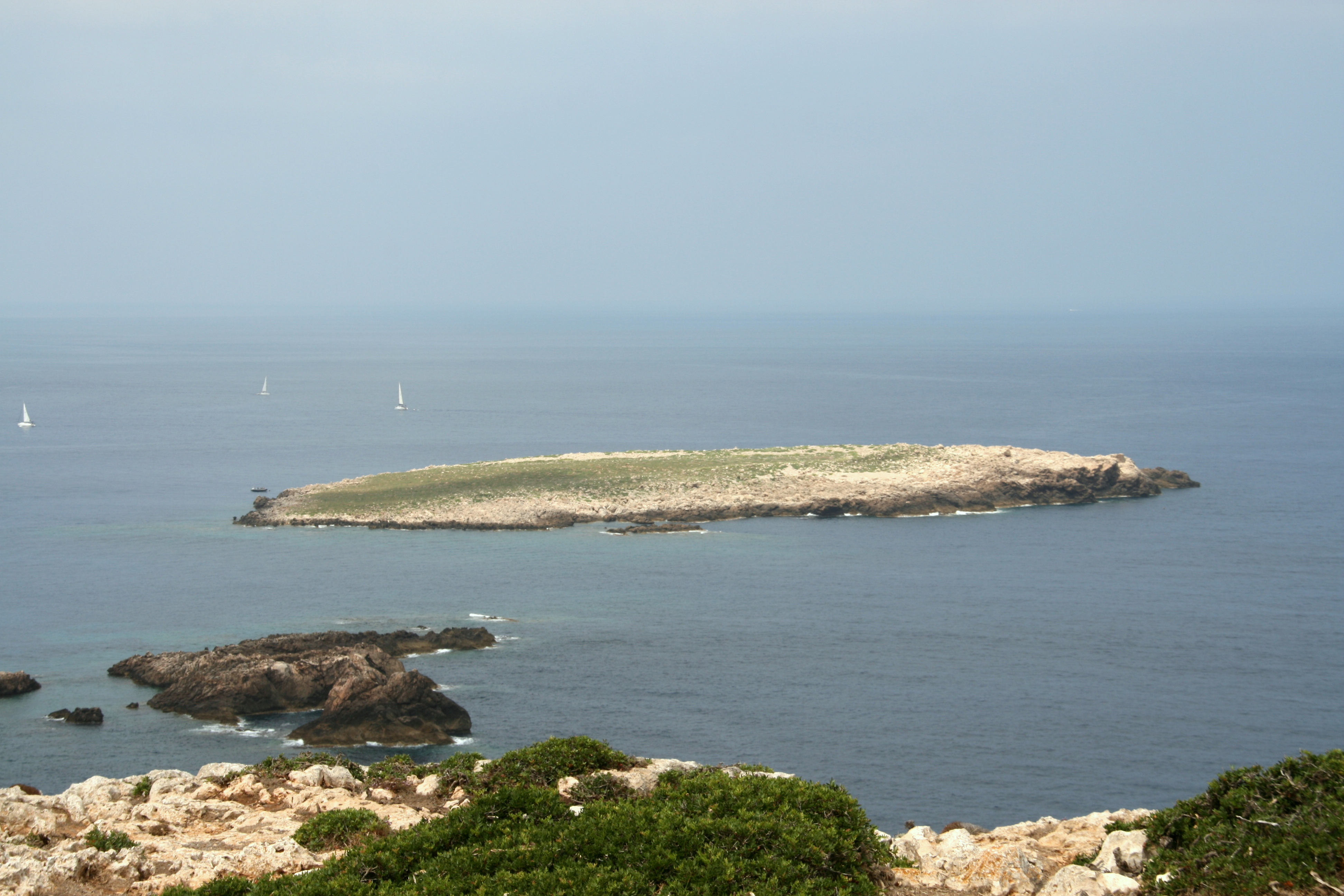
Illa de Sanitja.

L'illa des Porros o de Sanitja és una petita illa situada als voltants del cap de Cavalleria a Menorca. No s'ha de confondre amb l'illot des Porros situat al municipi de Santa Margalida al nord de Mallorca i que forma part de la necròpolis de Son Real. És el punt més al nord de l'arxipèlag Balear: 40° 05′ 4″ N. Ha estat declarada zona ZEPA (zona d'especial protecció per les aus).
Fa 8,4 hectàrees de superfície, és alta (màxim 18,5 m) en la seva cara nord i baixa en la cara sud. És calcària i el matoll no s'hi fa per l'erosió, el fort vent i els esquitxos del mar. Hi ha colònies d'aus marines especialment la gavina corsa i la baldriga cendrosa, aquesta darrera amb la població més nombrosa d'Espanya.
També s'hi troba la sargantana endèmica balear Podarcis lilfordi: Podarcis lilfordi fenni.